# سزار مارسلاک
سزار مارسلاک (فرانسوی: César Marcelak‎; ۵ ژانویهٔ ۱۹۱۳ – ۱۷ فوریهٔ ۲۰۰۵) دوچرخه‌سوار اهل فرانسه بود.